# Prix Wilhelm-Magnus
Pour les articles homonymes, voir Magnus.
Le Prix Wilhelm-Magnus est un prix mathématique décerné par le Courant Institute of Mathematical Sciences de l'Université de New York. Il porte le nom du mathématicien allemand Wilhelm Magnus (1907-1990).

## Lauréats
Les lauréats du prix sont :
- 2018-2019: Guillaume Dubach et Jason Kaye
- 2017-2018: Federico Buonerba et Reza Gheissari
- 2016-2017: Simeng Kuang
- 2015-2016: Travis Askham et Insuk Seo
- 2014-2015: Aukosh Jagannath, Manas Rachh et Ian Tobasco
- 2013-2014: Andrea Schioppa
- 2012-2013: Adam Stinchcombe et Dorian Goldman
- 2011-2012: Piriyadharshini (Dharshi) Devendran et Sho Tanimoto
- 2010-2011: Antonio Auffinger et Enkeleida Lushi
- 2009-2010: Ivan Corwin
- 2008-2009: Diego Arsenio et Michael Darmon
- 2007-2008: Atilla Yilmaz et Emmanuel Schertzer
- 2006-2007: Ryan Walker
- 2005-2006: Xuemin Tu
- 2004-2005: Paolo Cascini[2] et Sivan Rottenstreich